# Isaac de Benserade

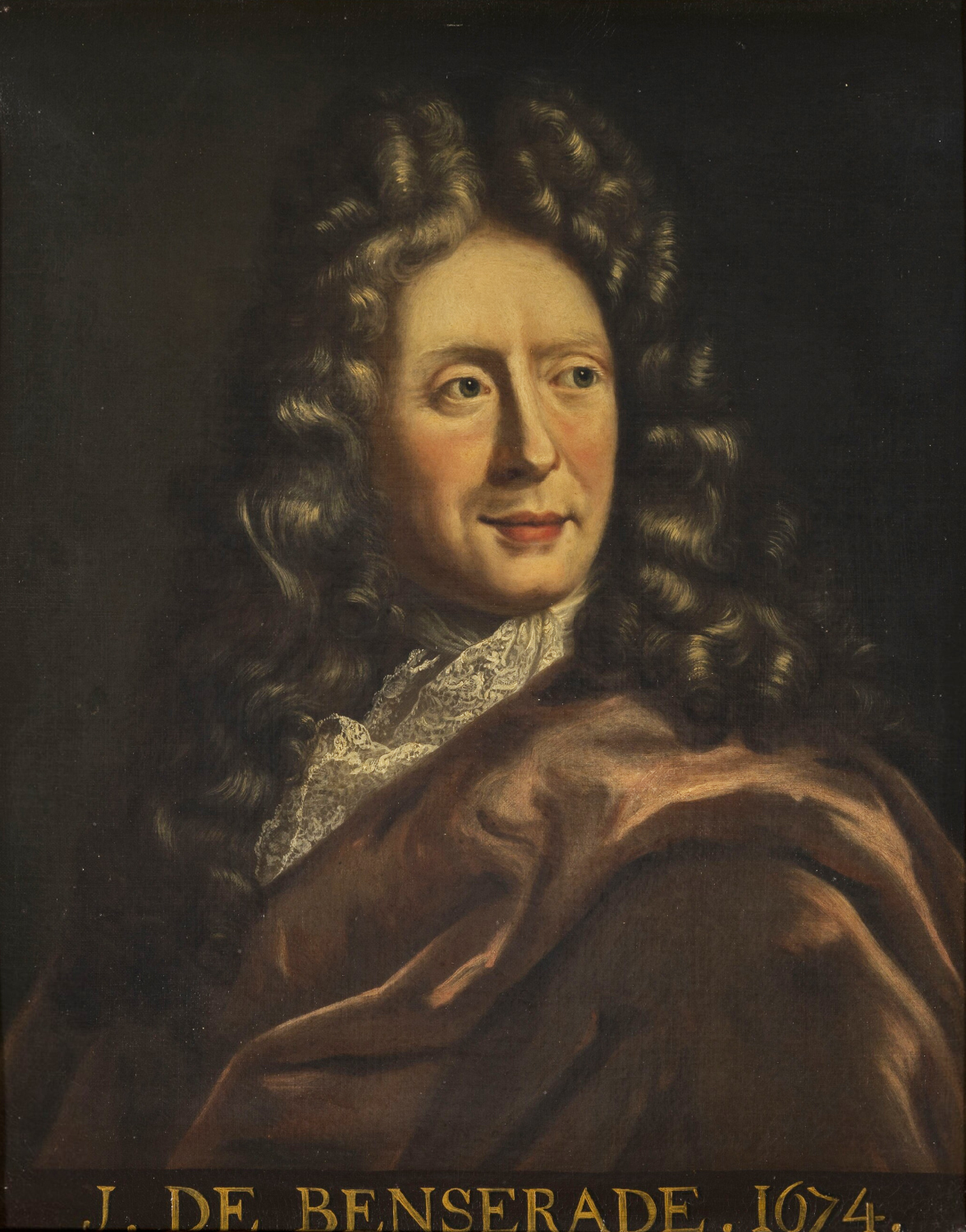
Isaac de Benserade (1674)

Isaac de Benserade (Lyons-la Forêt, 1612 - Gentilly, 19 de octubre de 1691) fue un poeta y dramaturgo francés, de ascendencia normanda.
Hijo de Charlotte de la Porte, emparentada con Richelieu, y de Henry de Benserade, dedica su primera tragedia, Cléopâtre (1635) al cardenal Richelieu, quien le gratifica el gesto con una generosa pensión; a la que se unirán la comedia Iphis et Iante (1637) y otras tres obras dramáticas: la tragedia La Mort d’Achille et la Dispute de ses armes (1636) y las tragicomedias Gustaphe ou l’Heureuse Ambition (1637) y Méléagre (editada en 1641). La carrera teatral de Benserade es, pues, breve, y la muerte de Richelieu (1642) lo obliga a buscar nuevos protectores: Ana de Austria, reina consorte y después regente; Jean Armand de Maillé, duque de Brézé, un pariente lejano por parte de madre; el cardenal Jules Mazarino, sucesor de Richelieu; Gastón de Francia, duque de Orleáns, quien, además de una pensión, le regala un apartamento en el Palacio Real de las Tullerías, y finalmente, el mismo Luis XIV.
Cortesano de espíritu mundano y refinado, habitual de los salones literarios preciosistas y de los cabarets, virtuoso de la lengua y polígrafo, y fecundo y talentoso poeta de circunstancia, cultiva todos los géneros poéticos y de su pluma surgen epigramas, redondeles, baladas y madrigales a mansalva..., pero, sobre todo, libretos de ballets de corte (un género nuevo nacido a finales del siglo anterior que conjuga poesía, música vocal e instrumental, y coreografía): entre 1651 y 1669 escribe una veintena de libretos, musicados por Jean-Baptiste Lully, Michel Lambert o Jean de Cambefort.
Elegido miembro de la Académie Française en 1674, participa en la redacción de su Dictionnaire, y sólo publica dos obras más: las Métamorphoses d’Ovide en rondeaux, en 1676, y las Fables d’Ésope en quatrains, en 1678. Cansado de la vida en la Corte, en 1685 Benserade se retira a Gentilly, donde morirá el 19 de octubre de 1691, a los 78 años.